# USS Housatonic (1861)
«Гузатонік» (англ. USS Housatonic) — гвинтовий шлюп класу «Оссіпі» ВМС США, названий на честь річки Гузатонік, яка протікає у Новій Англії.

## Історія служби
«Гузатонік» був спущений на воду 20 листопада 1861 у Бостоні, включений до складу флоту там же 29 серпня 1862 року. Його капітаном став командер Вільям Роджерс Тейлор. Housatonic був одним з чотирьох кораблів класу «Оссіпі», іншими з яких були «Адірондак», «Оссіпі», та «Хуаніта». «Гузатонік» став першим кораблем, потопленим у бою підводним човном — H. L. Hunley у гавані Чарльстона.